# Henri Texier
Henri Texier (27 januari 1945) is een Franse contrabassist en componist. Zijn contrabasspel kenmerkt zich door een warm geluid. Al heel zijn carrière lang laat hij moderne, melodieuze jazz met een bruisende polyritmiek hand in hand gaan met vrije improvisatie.
Texier begon zijn carrière op 15-jarige leeftijd als pianist in nachtclubs in Parijs, maar hij stapte, als autodidact, snel over op bas. Hij vormde, geïnspireerd door de free jazz van Ornette Coleman en Don Cherry,  zijn eerste groep met Georges Locatelli, Alain Tabar-Nouval, Jean-Max Albert en Klaus Hagel.  Als bassist noemt Texier Wilbure Ware zijn grote voorbeeld.
Begin jaren '60 ging hij in de big band van Jef Gilson spelen. Dat bracht Texier in contact met drummer Daniel Humair, en samen ontwikkelden ze een van de sterkste ritmesecties die begin jaren '60 in Frankrijk actief waren. Texier en Humair vonden al snel werk als begeleiders van toerende Amerikaanse artiesten, waaronder Bud Powell, Kenny Drew, John Griffin, Donald Byrd, Phil Woods, Dexter Gordon, Bill Coleman, Kenny Clarke, Art Taylor en Chet Baker.
Hij speelde ook met landgenoten Jean-Luc Ponty, Michel Portal, François Jeanneau en Jean-Louis Chautemps en ontwikkelde zich tot  één van de pioniers van de free jazz en avant-garde jazz in Europa.
In 1968 maakten Texier, Humair en pianist Martial Solal een aantal opnames met de saxofonist Lee Konitz. In datzelfde jaar nam Phil Woods hem samen met Gordon Beck en Daniel Humair in dienst om zijn European Rhythm Machine te vormen, een groep die opnames maakte en uitgebreid toerde in Europa.
De jaren '70, na Woods’ terugkeer naar Amerika, waren voor Texier een periode van eclectisme en experimenteren. Hij combineerde traditionele jazz onder andere met Keltische, Afrikaanse en oriëntaalse elementen, traditionele Franse muziek en Indiase raga. Texier leerde enkele instrumenten bespelen waaronder oud, fluit, cello en verschillende soorten percussie. In zijn eerste soloalbum 'Amir' (1976) maakte Texier gebruik van de opnametechniek om die verschillende instrumenten tegelijkertijd zelf te bespelen.
Gedurende de jaren ’70 trad hij op met musici als Gordon Beck, John Abercrombie en Didier Lockwood. Hij ging zich geleidelijk aan meer ontwikkelen als bandleider. Hij vormde een kwartet met Philippe Deschepper, Bernard Lubat en Eric Le Lann. Vanaf 1982 bestond het kwartet uit Texier, Philippe Deschepper, Jacques Mahieu en Louis Sclavis. In 1983 namen zij het album La Compañera op.
In 1986 begon Texier een vruchtbare relatie met Label Bleu, dat sindsdien het meeste van zijn werk heeft uitgebracht. Op het album Paris-Batignolles (1986), waarvan de titel een eerbetoon is aan de wijk waar hij zijn jeugd doorbracht, speelt ook Joe Lovano (tenorsax) mee, die in die periode ook deel uitmaakte van het trio van Paul Motion.
Naast zijn eigen groepen heeft Henri Texier altijd meer incidentele samenwerkingsverbanden gehad met Daniel Humair, Gérard Marais, Jean-Marc Padovani en de zangeres Colette Magny. Maar de grootste bekendheid verwierf hij met het kwartet dat hij vormde met Aldo Romano (drums), Louis Sclavis (saxofoon en klarinet) en zijn jeugdvriend Guy Le Querrec (de fotograaf die bijna al zijn albumhoezen ontwierp). Het in Frankrijk opgenomen album Carnet de routes is geïnspireerd op reizen naar Centraal- en West-Afrika, waarbij de musici onder het toeziend oog van de fotograaf niet alleen in culturele centra speelden, maar ook, bij elke gelegenheid, op straat, in dorpen, soms met andere musici of dansers.  Texier herinnert zich "een mysterie, een ongelooflijke ontmoeting, vier keer op tournee in Afrika... We beleefden hallucinerende, onvergetelijke momenten van extreme intensiteit". Het album verkocht tienduizenden exemplaren en werd gevolgd door twee even succesvolle vervolgen (Suite africaine in 1999 en African Flashback in 2005).
In het begin van de jaren '90 vormde Henri Texier een nieuw kwartet (Azur) rond een nieuwe ritmesectie met pianist Bojan Zulfikarpasic en drummer Tony Rabeson. Het eerste album 'An Indian's Week' (Label Bleu, 1993) van dit kwartet (met verder ook Glenn Ferris op trombone en gastmuzikanten Michel Portal en Louis Sclavis) werd zeer goed onthaald. Allmusic sprak over een wending in de carrière van Texier en de vorming van één van Frankrijks beste en strakste ritmesecties. Het album werd in 1994 door het Franse culturele tijdschrift Télérama opgenomen in een lijst van 100 'onmisbare' (immanquables) jazzalbums. De thema's die de inspiratiebron vormen voor dit album (de natuur, de creatieve vrijheid, de Amerikaanse indianen, Afrika, het nomadisme, zijn Bretoense roots, ...) zijn ook aanwezig het album 'Mad Nomad(s)' uit 1997.
In de loop van de jaren '90 werd Texier's zoon Sebastian Texier rietblazer in de groepen van zijn vader, vaak klarinet (onder andere in het Azurquartet en Azurquintet).
Noord-Afrikaanse motieven spelen sinds het midden van de jaren '90 een belangrijke rol in Texiers werk. In 2001 ging Texiers trio op tournee door Europa om de stille Frans-Algerijnse film Remparts d'Argile (Jean-Louis Bertuccelli) uit 1970 te begeleiden.
De composities van Texier hebben vaak een maatschappelijke, geëngageerde dimensie. In het album 'Water Alert/ Alerte à l'eau' (2007) bijvoorbeeld verwijzen de songtitels en de begeleidende liner notes naar de schoonheid van water en de mogelijke catastrofes die de planeet (en in het bijzonder Afrika) te wachten staan door vervuiling.
In 2020, op 75-jarige leeftijd, nam Texier het album 'Chance' op met Sébastien Texier (sax en klarinet),  Vincent Lê Quang (sax), Manu Codjia (gitaar) en Gautier Garrigue (drums). Op dit album draagt Texier een compositie op aan Simone Veil, een Franse politica die de Holocaust overleefde en anderzijds aan Robert Badinter, een andere politicus die verantwoordelijke was voor de afschaffing van de doodstraf in Frankrijk in 1981. Hij draagt ook een compositie op aan de danseres en choreografe Pina Bausch. In de begeleidende notities bij het album blikt Texier terug op zijn carrière en noemt hij zich (zoals de titel van het album suggereert) een gelukkig mens en muzikant.